# Староста (Польща)

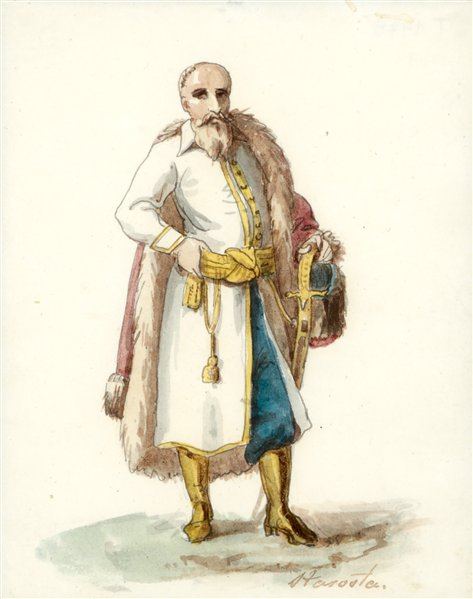
«Староста», картина Канута Русецького, 1823 рік

Староста є президентом повітової ради в Польщі. Староста очолює повітову раду і є головою муніципального уряду. Обраний на цю посаду загальними виборами (пол. rada powiatu). Всього в Польщі є 314 старост, враховуючи кількість сільських повітів у країні (сільські повіти очолюють мер або міський голова).[джерело?]